# Closterus isakensis
Closterus isakensis là một loài bọ cánh cứng trong họ Cerambycidae.